# NK Dugopolje
Maillots
Le NK Dugopolje est un club croate de football basé dans la ville de Dugopolje en Croatie, et fondé en 1951.

## Histoire
Le NK Dugopolje est fondé en 1951 sous le nom de NK Proleter.
Le 22 juillet 2009, le NK Dugopolje inaugure son nouveau stade, le Stadion Hrvatski vitezovi (en), d'une capacité de 5200 places, et à cette occasion joue un match amical face à l'Hajduk Split (défaite 0-2). Le stade réponds alors aux normes de l'UEFA.
Lors de la saison 2011-2012, le NK Dugopolje est sacré champion de Druga HNL, la deuxième division croate, mais se voit refuser l'accession à la première division. Aucun club de deuxième division n'est alors promu cette année là.
Le 25 juin 2021, Hari Vukas est nommé entraîneur principal du NK Dugopolje.

## Palmarès
- Championnat de Croatie D2
  - Vainqueur : 2012.